# Communauté de communes du canton de Saverdun
La communauté de communes du canton de Saverdun est une ancienne communauté de communes française, située dans le département de l'Ariège et la région Occitanie.

## Histoire
Le 1er janvier 2017, elle fusionne avec la communauté de communes du Pays de Pamiers pour former la communauté de communes des Portes d'Ariège Pyrénées.

## Composition
La communauté de communes regroupe onze communes :

| Nom              | Code Insee | Gentilé        | Superficie (km2) | Population (dernière pop. légale) | Densité (hab./km2) |
| ---------------- | ---------- | -------------- | ---------------- | --------------------------------- | ------------------ |
| Saverdun (siège) | 09282      | Saverdunois    | 61,47            | 4 808 (2022)                      | 78                 |
| Brie             | 09067      | Briençais      | 7,06             | 206 (2022)                        | 29                 |
| Canté            | 09076      | Cantéens       | 9,8              | 212 (2022)                        | 22                 |
| Justiniac        | 09146      | Justiniacois   | 4,56             | 58 (2022)                         | 13                 |
| Labatut          | 09147      | Labatutais     | 3,58             | 177 (2022)                        | 49                 |
| Lissac           | 09170      | Lissacois      | 3,77             | 240 (2022)                        | 64                 |
| Mazères          | 09185      | Mazèriens      | 44,04            | 3 866 (2022)                      | 88                 |
| Montaut          | 09199      | Montaltais     | 35,03            | 694 (2022)                        | 20                 |
| Saint-Quirc      | 09275      | Saint-Quircois | 3,75             | 369 (2022)                        | 98                 |
| Trémoulet        | 09315      | Trémouletois   | 3,89             | 105 (2022)                        | 27                 |
| Gaudiès          | 09132      | Gaudiésois     | 10,41            | 235 (2022)                        | 23                 |

## Fonctionnement
L'association Reflexion Citoyenne du Pays de Saverdun s'intéresse au développement du canton sous toutes ses formes: économie, culture, agriculture, logement, transports... Elle vise à développer l'information des citoyens et aider à leur prise de décisions.